# Étymologies des noms de provinces et de régions
 (mars 2025).
Cette liste couvre les étymologies des noms de provinces et de régions en français. Elle peut inclure des notes sur les noms indigènes et leurs étymologies.
Elle complète la liste d'étymologies des noms de pays.

## Allemagne
- Bavière - Bayern en allemand.

Le nom s'est aussi écrit Baiern, et son étymologie est soumise à controverse.
- Prusse - Preußen en allemand, parfois orthographié Preussen.

Le nom dérive de Pruzzen, qui était celui d'un peuple balte.

## Australie

### États
- Australie-Méridionale - South Australia en anglais

En raison de sa localisation : l’État est situé au sud de la partie centrale du territoire australien.
Australie vient du latin australis (austral), utilisé dans l'expression terra australis incognita (« Terre australe inconnue »).
- Australie-Occidentale - Western Australia en anglais

En raison de sa localisation : l’État constitue la partie ouest du territoire australien.
- Nouvelle-Galles du Sud - New South Wales en anglais

Nommé par James Cook en référence à la région Galles du Sud du Pays de Galles.
- Queensland

Signifie « Terre de la Reine ». L’état doit son nom à la reine Victoria qui signa le 6 juin 1859 la proclamation séparant le Queensland de la Nouvelle-Galles du Sud.
- Tasmanie - Tasmania en anglais

Nommé d'après l'explorateur néerlandais Abel Tasman, qui fut le premier Européen à apercevoir l'île le 24 novembre 1642.
Tasman la nomma Anthony van Diemensland d'après son mécène Antonio van Diemen, le gouverneur des Indes orientales néerlandaises. Le nom fut plus tard raccourci en Van Diemen's Land par les Britanniques. Elle fut finalement renommée en honneur de son premier découvreur européen, le 1er janvier 1856.
- Victoria

Nommé en honneur de la reine Victoria.

### Territoires

#### Territoires intérieurs
- Territoire de la capitale australienne - Australian Capital Territory en anglais

Territoire sur lequel est située la capitale fédérale australienne, Canberra.
- Territoire de la baie de Jervis - Jervis Bay Territory en anglais

La baie a été nommée par le lieutenant Bowen en 1791 en honneur de l'Admiral of the Fleet John Jervis.
- Territoire du Nord - Northern Territory en anglais

En raison de sa localisation : le Territoire est situé au nord de la partie centrale du territoire australien.

#### Territoires extérieurs
- Îles Ashmore-et-Cartier - Ashmore and Cartier Islands en anglais

Le récif Ashmore fut découvert par le capitaine Samuel Ashmore, à bord de l'Hibernia le 11 juin 1811.
L'île Cartier a été découverte par le capitaine Captain Nash en 1800, à bord du Cartier.
- Île Christmas - Christams Island en anglais

Ainsi nommé parce que le capitaine William Mynors a découvert l'île le jour de Noël (Christmas en anglais) 1643.
- Îles Cocos - Cocos Islands en anglais

En référence à la noix de coco, principal produit local.
L'ancien nom, îles Keeling, vient du nom de famille du capitaine William Keeling, qui découvre les îles en 1609.
- Îles de la mer de Corail - Coral Sea Islands en anglais

Ces îles inhabitées sont situées dans la mer de Corail, dont le nom provient de sa principale caractéristique, la grande barrière de corail, qui est le plus grand récif corallien du monde.
- Îles Heard-et-MacDonald - Heard Island and McDonald Islands en anglais

La découverte de l'île Heard a été attribuée au capitaine John Heard, un chasseur de phoques américain voyageant sur l’Oriental entre Boston et Melbourne, le 25 novembre 1853, même si la première personne à avoir aperçu de façon probable l'île serait Peter Kemp, un chasseur de phoques britannique, le 27 novembre 1833.
Le capitaine William McDonald à bord du Samarang découvre les îles McDonald le 4 janvier 1854.

#### Territoire associé autonome
- Île Norfolk - Norfolk Island en anglais

Le capitaine James Cook, le premier Européen à avoir vu l'île (en 1774), la nomma en honneur du pair Edward Howard, 9e duc de Norfolk.

## Autriche

### États
- Basse-Autriche - Niederösterreich en allemand

En référence à la plus basse altitude de cette partie du territoire originel de l'Autriche, par opposition à la Haute-Autriche.
Autriche est la forme latinisée de l'allemand Österreich qui est une traduction du latin Marchia Orientalis « Frontière de l'Est » au dialecte local de l'époque. Marchia Orientalis est le nom d'une préfecture de l'Est du duché de Bavière créée en 976.
Cet état est aussi appelé Österreich unter der Enns « Autriche avant (la rivière) Enns ».
- Burgenland

Le nom initial était Vierburgenland « Pays des quatre châteaux », en liaison avec les quatre comitats hongrois de Bratislava, Moson, Sopron et Vas. Après la cession de Sopron à la Hongrie en 1922, le préfixe numérique Vier- « quatre » a été abandonné.
- Carinthie - Kärnten en allemand

Le nom serait étymologiquement relié à la principauté slave antérieure de Carantanie (VIIe-IXe siècles). Le nom Carantanie tire son origine dans une langue antérieure à la langue slave. On pense que Carant proviendrait de la racine pré-Indo-Européenne karra qui signifie « Roche ».
La seconde possibilité serait que le nom provienne d’une origine celtique dérivée du mot karantos et signifiant « Ami, allié ».
- Haute-Autriche - Oberösterreich en allemand

En référence à la plus haute altitude de cette partie du territoire originel de l'Autriche, par opposition à la Basse-Autriche.
Cet état est aussi appelé Österreich ob der Enns « Autriche après (la rivière) Enns ».
- Salzbourg - Salzburg en allemand

Nommé d'après sa principale ville et capitale Salzbourg (Salzburg en allemand, « Château du sel »), dont le nom provient des mines de sel exploitées durant le Moyen Âge.
- Styrie - Steiermark en allemand

D'après le nom du château de Steyr, Stiria en celte, qui constituait durant le haut Moyen Âge une marche (-mark en allemand) du Saint-Empire romain germanique.
- Tyrol - Tirol en allemand

D'après le nom du château Tyrol, situé près de Merano.
- Vienne - Wien en allemand

Le nom de la ville de Vienne, qui constitue également un état, provient du celte Vindobona (vindo « blanc » et bona « fort »).
- Vorarlberg

Signifie « en face de l'Arlberg », cette dernière étant une montagne (Berg) qui est couverte de pins de montagne (Arle suivant un terme local allemand).

## Danemark

### Régions
- Danemark-du-Sud - Syddanmark en danois

En raison de sa localisation : la région occupe le sud de la partie continentale du territoire danois.
Danemark vient du nom danois Danmark, signifiant « frontière des Danois », le principal peuple y habitant depuis l'Antiquité. L'origine du nom de la tribu pourrait dériver de la racine proto-indo-européenne dhen « bas » ou « plat », en référence à la basse altitude de la plus grande partie du pays.
- Jutland central - Midtjylland en danois

En raison de sa localisation : la région occupe la partie centrale de la péninsule du Jutland.
Le nom de Jutland est associée à la présence du peuple nordique des Jutes.
- Jutland du Nord - Nordjylland en danois

En raison de sa localisation : la région occupe le nord de la péninsule du Jutland.
Jutland voir ci-dessus (Jutland central).
- Hovedstaden

Signifie « région de la capitale » en danois, du fait de la présence de la capitale danoise, Copenhague.
- Sjælland

La région a pris le nom danois de la plus grande île du Danemark, Seeland, même si elle n'intègre qu'une partie de celle-ci et incorpore d'autres îles (Lolland, Falster...).

### Régions autonomes
- Îles Féroé - Føroyar en féroïen ;  Færøerne en danois

Le nom féroïen (originellement vieux norrois) Føroyar signifie « îles de moutons ».
- Groenland  - Grønland en danois

Dérivé du nom vieux norrois Grœnland « Terre verte » donné à l'île par Erik le Rouge en 982 pour y attirer les colons.
Son nom groenlandais Kalaallit Nunaat signifie « terre d'humains ».

## États-Unis

### Territoires organisés
- Îles Mariannes du Nord - Northern Mariana Islands en anglais

L'explorateur portugais Ferdinand Magellan (le premier Européen à avoir vu les îles, en 1521), les nomma Islas de los Ladrones « îles des voleurs ». En 1668 le missionnaire jésuite San Vitores change le nom en Las Marianas en honneur de Marie-Anne d'Autriche, veuve du roi Philippe IV d'Espagne.
- Porto Rico - Puerto Rico en anglais

Christophe Colomb nomme l'île San Juan Bautista en honneur de saint Jean-Baptiste en 1493. Les autorités coloniales espagnoles fondent une capitale appelée Puerto Rico « port riche ». Pour des raisons aujourd'hui inconnues, l'île et la capitale ont échangé leurs noms au moins vers les années 1520.
- Îles Vierges des États-Unis -Virgin Islands of the United States en anglais

Christophe Colomb nomme cet archipel du nord-est de la Caraïbe en honneur de sainte Ursule et des 11 000 en 1493. Le terme « des États-Unis » les distingue des îles voisines, les Îles Vierges britanniques.
Auparavant, elles avaient été nommées Indes occidentales danoises d'après l'ancien pouvoir colonial, le Danemark. L'appellation « Indes occidentales » fait opposition aux Indes orientales.

### Territoires non organisés
- Île Baker - Baker Island en anglais

Nommé en honneur de Michael Baker, natif de New Bedford (Massachusetts), qui déclara l'avoir découverte en 1832 (annonce postérieure à sa vraie découverte en 1818 par le captaine Elisha Folger).
- Guam

Du mot autochtone chamorro guahan, signifiant « nous avons ».
- Île Howland -  Howland Island en anglais

Le capitaine George E. Netcher a nommé l'île en honneur du vigie qui fut le premier à la voir depuis le navire Isabella, le 9 septembre 1842.
- Île Jarvis -  Jarvis Island en anglais

L'île a été nommée d'après les propriétaires (Edward, Thomas et William Jarvis) du navire britannique Eliza Francis par son commandant, le capitaine Brown, qui découvrit l'île.
- Atoll Johnston -  Johnston Atoll en anglais

Nommé en l'honneur du capitaine Charles James Johnston, le commandant du navire Cornwallis, qui découvre l'atoll le 14 décembre 1807.
- Récif Kingman - Kingman Reef en anglais

Nommé en honneur du capitaine W.E. Kingman, qui découvre le récif sur le navire Shooting Star le 29 novembre 1853.
- Îles Midway - Midway Atoll en anglais

Nommées d'après leur position géographique à mi-chemin (midway) entre l'Amérique du Nord et l'Asie, ou à leur proximité de la ligne de changement de date (à mi-chemin autour du monde du méridien de Greenwich).
D'abord nommées les îles Middlebrook ou Brook, d'après le capitaine N.C. Middlebrooks, qui les découvrit.
- Île de la Navasse - Navassa Island en anglais

En 1504 Christophe Colomb, alors isolé sur la Jamaïque, envoie quelques-uns de ses marins à l'île d'Hispaniola pour y demander de l'aide. Ils débarquent sur cette île, mais n'y trouvent pas d'eau. Ils l'ont nommée Navaza, de nava-, signifiant « plaine » ou « pré » en espagnol. Les marins éviteront l'île pour les 350 années suivantes.
- Atoll Palmyra -  Palmyra Atoll en anglais

Nommé d'après le navire Palmyra, qui appartenait au capitaine américain Sawle. Il se réfugie sur l'atoll le 7 novembre 1802 et est considéré comme la première personne à y avoir débarqué.
- Wake - Wake Island en anglais

Du nom du capitaine britannique William Wake, qui découvre l'atoll en 1796 sur le navire Prince William Henry (quoi que l'explorateur espagnol Álvaro de Mendaña pourrait l'avoir découvert en 1568).

## Finlande

### État associé
- Åland - Ahvenanmaa en finnois

« Terre [dans] l'eau », de la racine germanique *ahw-, mot apparenté au latin aqua.
Le nom finnois Ahvenanmaa « terre des perches » est partiellement emprunté et partiellement une étymologie populaire du germanique.

## France

### Métropole
- Alsace

L'étymologie du nom d'Alsace n'est pas établie et continue à faire l'objet de recherches.
- Aquitaine

L’étymologie la plus courante du mot Aquitaine (aqu-itan-ia /akwitania/) consiste à en faire un mot parent du latin aqua (eau), ce qui en ferait le « pays des eaux ».
- Anjou

Le nom de la province provient du déterminant Andecavorum qui fait référence au peuple gaulois des Andecavii (Andécaves ou Andégaves)
- Artois

+
- Auvergne

L'Auvergne tient son nom du peuple des Arvernes.
- Bourgogne

Elle doit son nom à la peuplade des Burgondes qui créèrent le royaume de Burgondie.
- Bretagne

Le nom de Bretagne est issu du latin Brittania (parfois écrit Britannia).
- Champagne

Le nom commun champagne est l'ancien français de campagne.
- Corse

« Corsica » et « Cyrnos »
- Languedoc

Le territoire s'est d'abord nommé Langue d'oc.
- Lorraine

Son nom est hérité de Lothaire II de Lotharingie.
- Ile-de-France

Possiblement du vieux-francique Liddle Franke (« Petite France »).
- Limousin

Le terme Limousin est le résultat moderne de l’occitan lemosin, lui-même issu de Lemovices, nom du peuple gaulois installé depuis le IIIe siècle av. J.-C., au moins, dans cette région.
- Nivernais

Du bas-latin Nivernensis (« de Nevers »), dérivé de Nivernum (« Nevers »).
- Normandie

Le nom Normandie est dérivé du terme normand, avec le suffixe d'origine latine -ie (cf. Germania « Germanie », Italia « Italie », etc.). Normand est lui-même un emprunt au francique *nortman ou au vieux norrois norðmaðr, qui signifient tous deux « homme du Nord ».
- Poitou

Du latin Pictavus (« Pictaves »)
- Provence

Du latin Provincia, à cause que c'était une province romaine.
- Roussillon

Du latin Ruscino devenu, en catalan Rosselló.
- Saintonge

Saintonge provient d'un adjectif Santonǐca.

### Départements d'outre-mer
- Guadeloupe

Découvrant l'île en 1493, Christophe Colomb l'a nommée Santa Maria de Guadalupe de Estremadura en l'honneur du Monastère royal de ce nom situé en Estrémadure.
- Guyane

Des autochtones Amérindiens qui appelaient le pays Guiana, signifiant « terre de nombreuses eaux », faisant référence aux nombreuses rivières et fleuves de la région.
- Martinique

Quand Christophe Colomb débarque sur l'île en 1502, il la nomma en l'honneur de Saint Martin. Il avait navigué près de l'île en 1493 mais n'y avait pas débarqué.
- Mayotte

Le nom est une corruption de Maore ou Mawuti, les noms autochtones pour des sultanats présents sur l'île autour de l'an 1500.
- La Réunion

L'île a souvent changé de nom dans son passé, mais le nom Réunion est associé à l'île pour la première fois en 1793 dans un décret de la Convention nationale française. Le nom commémore l'union des révolutionnaires de Marseille avec la Garde nationale à Paris le 10 août 1792.

### Territoires
- Île de Clipperton

Nommé d'après le mutin et pirate anglais John Clipperton, qui s'y cacha en 1705.
- Île Europa

L'île a été nommée d'après le navire britannique Europa, qui la visita en 1774.
- Îles Glorieuses

Elles tiennent vraisemblablement leur nom de leur apparence « glorieuse ». Un Français, Hippolyte Caltaux, arrive sur les îles en 1880 et établit une plantation de cocotiers et maïs sur l'île Grande Glorieuse.
- Île Juan de Nova

Nommé en honneur de João da Nova, explorateur et navigateur portugais du XVe siècle.
- Nouvelle-Calédonie

Le capitaine anglais James Cook nomme les îles en 1774 d'après le nom latin pour l'Écosse, Caledonia, parce que les montagnes qu'il y vit lui rappelait celles de ce pays.
- Polynésie française

Le terme géographique « Polynésie » signifie « beaucoup d'îles », formé à partir des racines grecques πολύ (polý), « beaucoup » et νῆσος (nēsos), « île ».
- Saint-Pierre-et-Miquelon

Originellement appelé « les Onze Mille Vierges » par l'explorateur portugais João Álvares Fagundes en 1521. Les Français nomment les îles en honneur de Saint Pierre. Miquelon vient du basque et signifie Michel (peut-être en honneur de Saint Michel). En 1579 les cartes de Martin de Hoyarçabal publient pour la première fois les noms Micquetõ et Micquelle. Le nom évolue à Miclon, Micklon et finalement Miquelon.
- Île Tromelin

Le Chevalier de Tromelin, officier de la marine nationale française et capitaine de la corvette La Dauphine, visita l'île en 1776.
- Wallis-et-Futuna

Du nom de deux de ses trois îles principales : Wallis et Futuna.
« Wallis » provient du nom de l'explorateur anglais Samuel Wallis, qui découvre les îles en 1797.

## Norvège

### Dépendances
- Île Bouvet - Bouvetøya en norvégien

Nommé en honneur de l'explorateur français Jean-Baptiste Charles Bouvet de Lozier, qui découvre l'île isolée en 1739.

## Nouvelle-Zélande

### Territoires
- Tokelau

De la langue tokelau pour « nord » ou « septentrional », décrivant la position des îles par rapport à Samoa. Les habitants de Tokelau étaient à l'origine des colons samoans.

### États associés
- Îles Cook -  Cook Islands en anglais

Nommé en honneur du capitaine James Cook, qui découvre les îles en 1770.
- Niue

Niu signifie probablement « noix de coco », et é « regardez ». Selon la légende, les explorateurs polynésiens qui colonisent l'île ont su qu'ils se rapprochaient de la terre quand ils ont vu une noix de coco flottant sur l'eau du Pacifique. Par coïncidence, il y a également une certaine similitude avec les mots germaniques niew, nieu, niewe, niue, nieue, niewe, nieuw, nieuwe, niuewe, niuew, new et le latin neo (« nouveau »).

## Pays-Bas

### États autonomes
- Aruba

Il existe deux possibilités. La première relate qu'en 1499 l'explorateur espagnol Alonso de Ojeda a nommé l'île « Oro Hubo » (« il y avait de l'or » en espagnol). La seconde cite le mot amérindien arawak oibubai, ce qui signifie « guide ».

## Royaume-Uni

### Dépendance de la Couronne
- Jersey

Le suffixe norrois -ey signifie « île » et est souvent utilisé dans les parties d'Europe du Nord où les hommes du Nord se sont établis. La signification de la première partie du nom de l'île reste un mystère. Parmi les théories : du norrois jarth « terre » ou jarl « comte », ou un nom, Geirr, donc « île de Geirr ». L'écrivain américain William Safire suggère que le Jers dans Jersey pourrait être une corruption de César.
- Île de Man - Isle of Man en anglais

Le nom en mannois mannin dérive de Manannán mac Lir, l'équivalent brittonique et gaélique du dieu de la mer, Poséidon.

### Territoires britanniques d'outre-mer
- Anguilla

De anguille, dû à sa forme étirée. Les circonstances de sa découverte par un Européen et son appellation sont incertaines : Christophe Colomb (1493) ou des explorateurs français (1564).
- Bermudes - Bermuda en anglais

Du nom de famille du capitaine espagnol Juan de Bermúdez, qui découvre ces îles en 1503.
- Îles Caïmans - Cayman Islands en anglais

Christophe Colomb découvre les îles en 1503 quand les vents font dériver ses caravelles du Panama à l'île de Hispaniola. Il appelle les îles Las Tortugas (« les tortues » en espagnol) dû aux nombreuses tortues. Vers 1540, les îles sont nommées Caymanas, du mot karib pour les caïmans trouvés sur les îles.
- Géorgie du Sud et les Îles Sandwich du Sud - South Georgia and the South Sandwich Islands en anglais

Le 17 janvier 1775 le capitaine anglais James Cook débarque sur l'île principale de cet archipel et la nomme « Isle of Georgia » en honneur du roi Georges III du Royaume-Uni. Il nomme les îles Sandwich du Sud en honneur de John Montagu, 4e comte de Sandwich, alors premier lord de l'Amirauté, qui avait aidé à financer les explorations de Cook. Le mot « Sud » a été ajouté pour les distinguer des îles Sandwich (aujourd'hui Hawaï).
- Gibraltar

Corruption de l'arabe جبل طارق (Jebel Tariq), « montagne de Tariq », nommé en honneur de Tariq ibn Ziyad, un Berbère qui y arrive en 711 pour lancer l'invasion maure de la péninsule ibérique.
- Îles Malouines - Falkland Islands en anglais

Les marins français qui fréquentaient l'île pendant les années 1690 venaient de Saint-Malo, d'où Malouines. Le nom espagnol est Islas Malvinas.
Le nom anglais, vient du capitaine anglais John Strong, qui nomma le détroit des Falkland entre les deux îles principales quand il y est arrivé en 1690 ; le terme sera ensuite utilisé pour tout l'archipel. Il avait choisi Falkland en honneur d'Anthony Cary, Ve vicomte de Falkland, Premier Lord de l'Amirauté, dont le nom était également celui de la résidence de sa famille, le Palais de Falkland en Écosse.
Îles Sebald est un nom qui n'est presque plus utilisé. Il commémore Sebald de Weert, généralement crédité d'être le premier Européen à avoir découvert les îles en 1598. Le nom Islas Sebaldas est utilisé de nos jours en espagnol pour les îles Jason (la partie nord-ouest de l'archipel).
- Montserrat

Christophe Colomb nomme l'île Santa Maria de Montserrate en passant tout près en 1493 parce qu'elle lui faisait penser à la montagne de Montserrat en Espagne. « Montserrat » lui-même vient du catalan pour « montagne en dents de scie ».
- Îles Pitcairn - Pitcairn Islands en anglais

Le capitaine Philip Carteret sur le HMS Swallow nomme l'île principale Pitcairn's Island en honneur de Robert Pitcairn, un marin de l'expédition qui, le premier, vit cette terre en juillet 1767.
- Sainte-Hélène - Saint Helena en anglais

Nommée en honneur de Sainte Hélène par le navigateur portugais João da Nova, qui découvre l'île le jour de fête de Sainte Hélène, le 21 mai 1502.
- Îles Turques-et-Caïques - Turks and Caicos Islands en anglais

« Turques » vient du nom du cactus Melocactus intortus, appelé « Tête de Turc » ou « fez ».
« Caïques » vient du terme amérindien lucayen caya hico, signifiant « chapelet d'îles ».
- Îles Vierges britanniques - British Virgin Islands en anglais

Christophe Colomb nomme cet archipel du nord-est de la Caraïbe en honneur de sainte Ursule et des 11 000 vierges en 1493. L'adjectif « britanniques » les distingue des îles voisines, les îles Vierges des États-Unis.

## Russie

### Républiques
- Adyguée - Адыге́я, Adygueïa en russe, Адыгэ, Adəgă en adyguéen

Du nom du peuple des Adyguéens, dont l'étymologie habituellement admise viendrait des deux termes adyguéens atté « hauteur » et ghéi « mer », caractérisant un peuple habitant un pays de montagne, proche de la mer,,.
- Altaï - Алта́й, Altaï en russe

Du nom de la région montagneuse de l'Altaï dont le nom a pour origine les termes mongols al « or » et tağ « mont ».
- Bachkirie - Башкортостан, Bachkortostan en russe, Башкортоста́н, Başqortostan en bachkir

Du nom du peuple des Bachkirs dont l'étymologie est incertaine.
- Bouriatie - Бурятия, Bouriatiïa en russe, Буряад, Bouriaad en bouriate

Du nom du peuple des Bouriates. Le terme Buriyat est mentionné pour la première fois dans des écrits mongols de 1240.
- Daguestan - Дагестан, Daguestan en russe,

Du mot turc dag « montagne » et du suffixe persan -stan pour les noms de pays.
- Ingouchie - Ингуше́тия, Ingouchetiïa en russe, Гӏалгӏай Мохк, Ghalghaï Moxk en ingouche

Le nom russe vient de l'ancien village d'Angoucht, rebaptisé Tarskoïe en 1859 et qui a été rattaché à l'Ossétie du Nord en 1944, complété du suffixe géorgien -eti « terre ».
Le mot ingouche ghalghaï pourrait signifier « constructeur » ou « résident des tours ». Il pourrait aussi venir du nom d'une divinité vainakh appelée Gela ou Gala.

## Suisse

### Cantons
- Appenzell Rhodes-Extérieures - Appenzell Ausserrhoden en allemand

Nommé d'après le village d'Appenzell, dont le nom vient du latin abbatis cella, signifiant « la retraite de l’abbé », en référence à une résidence secondaire de l'abbé de Saint-Gall.
Le canton d'Appenzell était divisé en rhodes, subdivisions jouant un rôle judiciaire et économique. Lors de la séparation du canton en deux demi-cantons en 1597, Appenzell Rhodes-Extérieures fut formé à partir des six rhodes de l'ancien bailliage de Trogen, à majorité protestante.
- Appenzell Rhodes-Intérieures - Appenzell Innerrhoden en allemand

Appenzell et rhodes, voir ci-dessus (Appenzell Rhodes-Extérieures).
Lors de la séparation du canton en deux demi-cantons en 1597, Appenzell Rhodes-Intérieures fut formé à partir des rhodes catholiques.
- Argovie - Aargau en allemand

Le nom français, Argovie, est une déformation du nom allemand Aargau qui signifie « pays de l'Aar ». Le terme « pays » (Gau en allemand) désignant ici une subdivision de l'Empire carolingien.
- Berne - Bern en allemand

Du nom de la ville de Berne, chef-lieu et principale ville du canton, dont le nom vient de l'allemand Bär[e]n (« Ours »). Ce nom aurait été donné par le duc Bertold V de Zähringen qui a fondé la ville en 1191.
- Bâle-Campagne - Basel-Landschaft en allemand

Du nom de la ville de Bâle, chef-lieu et principale ville de l'ancien canton de Bâle qui a été séparé en deux demi-cantons en 1833 à la suite d'une guerre civile, dont l'un regroupait les terres situées à la campagne (Landschaft en allemand).
L'origine du nom de Bâle (Basel en allemand) est traditionnellement associé au grec βασιλεύς basileus (« roi ») or βασίλειος basileos (« du roi »).
- Bâle-Ville - Basel-Stadt  en allemand

Bâle, voir ci-dessus (Bâle-Campagne).
Lors de la séparation du canton de Bâle en deux en 1833, ce demi-canton a été constitué autour de la ville (Stadt en allemand) de Bâle.
- Fribourg - Freiburg  en allemand

Du nom de la ville de Fribourg, chef-lieu et principale ville du canton, dont le nom vient directement de l'allemand frei (« libre ») et  burg (« ville »), soit littéralement « ville libre », c'est-à-dire disposant de libertés, de franchises.
- Genève

Du nom de la ville de Genève, chef-lieu et principale ville du canton, dont l'origine pourrait provenir du celte genu / genawa signifiant « estuaire ».
- Glaris - Glarus  en allemand

Du nom de la ville de Glaris, chef-lieu et principale ville du canton, dont le nom initial en latin était Clarona.
- Grisons - Graubünden en allemand, Grischun en romanche, Grigioni en italien

Le nom de « Grisons » fait référence à l'origine du canton sous la forme de trois alliances locales, les Trois Ligues ou ligues grisonnes, regroupant la Ligue de la Maison-Dieu, la Ligue des Dix-Juridictions et la Ligue grise.
Le nom allemand du canton, Graubünden, signifie littéralement « ligues grises ».
- Jura

Du nom du massif du Jura qui occupe la totalité du canton. Le nom du massif vient du celte Jor, transformé par les Romains en Juris, qui signifiait « forêt » ou « pays de forêts ».
- Lucerne - Luzern  en allemand

Du nom de la ville de Lucerne, chef-lieu et principale ville du canton, dont le nom initial en latin était Luciaria.
- Neuchâtel

Du nom de la ville de Neuchâtel, chef-lieu et principale ville du canton, dont le nom signifie « château neuf », en référence au château érigé à la fin du Xe siècle sur un promontoire rocheux.
- Nidwald - Nidwalden  en allemand

Le canton d'Unterwald (dont le nom signifie en allemand « situé dans la forêt ») a regroupé plusieurs entités dont le canton actuel de Nidwald sous le nom Unterwalden nit dem Kernwald puis Unterwalden nid dem Wald « Unterwald au-delà de la forêt ».
- Obwald - Obwalden  en allemand

L'actuel canton est une entité du canton d'Unterwald, décrit comme Unterwalden ob dem Kernwald puis Unterwalden ob dem Wald « Unterwald en deçà de la forêt ».
Unterwald, voir ci-dessus (Nidwald).
- Saint-Gall - St. Gallen  en allemand

Du nom de la ville de Saint-Gall, chef-lieu et principale ville du canton, dont le nom vient du moine irlandais Gall qui s'installa sur l'emplacement de la future ville au VIIe siècle.
- Schaffhouse - Schaffhausen  en allemand
- Schwytz
- Soleure - Solothurn  en allemand
- Tessin - Ticino  en italien
- Thurgovie - Thurgau  en allemand
- Uri
- Valais - Wallis  en allemand
- Vaud
- Zoug - Zug  en allemand
- Zurich - Zürich  en allemand